# Салатенко Семен Павлович
Семе́н Па́влович Салатенко (нар. 26 березня 1983, м. Суми, Українська РСР, СРСР) — голова Сумської обласної ради (2015—2016 рр.), військовослужбовець Збройних Сил України.

## Навчання
З 2001 по 2005 рр. навчався в Сумському державному педагогічному університеті імені А. С. Макаренка за напрямком «педагогічна освіта». Влітку 2004 року брав участь в Сумській студентській революції на траві.
У 2010 році — закінчив Державний вищий навчальний заклад «Українська академія банківської справи Національного банку України» за спеціальністю «правознавство».

## Трудова діяльність
В 2000 р. почав працювати менеджером ТОВ фірма «Хорда» та ЧПКП «Хорда-Інформ» (до 2001 р.)
У 2005 р., після закінчення вишу, почав працювати у Сумській міській раді провідним спеціалістом відділу "Служба «080». В 2006 р. перейшов на посаду головного спеціаліста сектору Міграційної служби у Сумській області.
У 2009 р. змінив фах на юриста у приватних фірмах. Спочатку у ТОВ виробниче підприємство «Інвестсервіс — ФЛ», а в 2011—2012 рр. — у ТОВ «Сумський завод гумотехнічних виробів».
В 2010—2015 рр. був депутатом Сумської міської ради VI скликання.
У 2014 р. С. Салатенко був призначений на посаду помічника Сумського міського голови.

## Служба в АТО
З 2014 по 2015 рік перебував у зоні АТО як фахівець II рангу групи матеріального забезпечення полку патрульної служби міліції особливого призначення «Дніпро–1» Головного управління МВС України в Дніпропетровській області. Безпосередньо брав участь в антитерористичній операції на сході України. Мав позивний «Депутат», бо до служби в АТО С. Салатенко був депутатом міської ради Сум. Коли ж «дніпрян» наприкінці серпня вивели з околиць Донецька, він вирішив балотуватися до обласної ради.

## Керівництво Сумською областю
Майже рік, з 4 грудня 2015 до 2 грудня 2016 р. працював головою Сумської обласної ради.
Семен Салатенко прокоментував свою відставку з посади очільника облради:
|  | «Ну я ж не тримаюсь за посаду. Я ж прийшов робити щось краще людям, тому працюю, не працюю – яка різниця? Головне якусь зробити користь. За рік користь зробили. – Що тепер будете робити? – Ну є два виходи. По-перше я виступлю перед своєю фракцією, треба розібратися, чому так сталося. А по-друге... ну не знаю, мене кличуть знову на Схід. Можливо поїду знову воювати». |

Семен Салатенко також був помічником народного депутата 8 скликання Євтушка Сергія Миколайовича (ВО «Батьківщина»).
З 2016 року повернувся до ЗСУ.

## Літературна діяльність
Семен Салатенко написав п'єсу для моновистави актора київського Театру на Подолі Артема Мяуса.

## Хобі
Активний учасник клубу історичної реконструкції «Конунг» і організатор фестивалю історичної реконструкції «Стара фортеця» у Тростянці.